# Chuyến bay 101/435 của Aeroflot
Chuyến bay 101/435 của Yakutsk United Air Group là chuyến bay chở khách nội địa của Liên Xô đã bị cướp vào ngày 19 tháng 12 năm 1985 bởi người đồng phi công trên đường bay từ Takhtamygda đến Chita. Đồng phi công Shamil Alimuradov, một thành viên của dân tộc Lezgin và được trang bị một chiếc rìu, yêu cầu cơ trưởng Vyacheslav Abramyan chuyển máy bay Antonov An-24 sang Trung Quốc. Chính quyền Liên Xô cho phép phi hành đoàn hạ cánh ở Trung Quốc và cho Abramyan tần số vô tuyến của sân bay Tề Cáp Nhĩ. Tuy nhiên, kẻ không tặc đã yêu cầu máy bay bay đến Hailar, nhưng do thiếu nhiên liệu, nó đã hạ cánh xuống một cánh đồng lúa. Trong khi Alimuradov bị người Trung Quốc bắt giữ, hành khách được phép đi đến Hailar và Cáp Nhĩ Tân. Vào ngày 21 tháng 12, phi hành đoàn và tất cả 46 hành khách đã trở về Liên Xô an toàn.

## Vụ không tặc
Theo hãng tin TASS, chiếc máy bay "đã phải thay đổi hướng đi do hành động cưỡng bức của một tên tội phạm có vũ trang trên máy bay và hạ cánh ở phía đông bắc của Cộng hòa Nhân dân Trung Hoa". Năm 1970, sau vụ cướp chuyến bay 244 của Aeroflot, cơ trưởng máy bay ở Liên Xô được phép sở hữu vũ khí trên máy bay; nhưng Abramyan, mặc dù đã được trang bị vũ khí, đã quyết định không kháng cự vì việc này đòi hỏi phải tháo dây an toàn cho ghế của anh ta. Tuy nhiên, anh ta đã tìm cách liên lạc với kiểm soát không lưu thông qua một nút che giấu và báo cáo vụ không tặc.
Khi máy bay hạ cánh ở Trung Quốc, trong máy bay hết thức ăn và nhiệt độ bên ngoài máy bay là −25 °C (−13 °F). Người Trung Quốc không cho phép phi hành đoàn làm ấm cabin vì cần phải khởi động động cơ. Sau đó, hành khách được cung cấp thức ăn và chỗ ở trong một khách sạn Hailar.] Đại sứ quán Liên Xô tại Bắc Kinh đã được thông báo về vụ việc.
Ngày hôm sau, hành khách được đưa ra bảng câu hỏi chỉ có tên và mục đích chuyến thăm được điền vào. Các hành khách được khuyên viết "chuyến đi du lịch" là mục đích của chuyến thăm. Sau đó, họ đến thăm Tề Cáp Nhĩ, ăn trong một nhà hàng địa phương và nhận những chiếc phích nước của Trung Quốc làm quà tặng.

## Hậu quả
Các hành khách trở về từ Cáp Nhĩ Tân đến Chita trên chiếc Tupolev Tu-134. Shamil Alimuradov bị kết tội sau phiên tòa một ngày tại Tòa án Nhân dân Trung cấp Cáp Nhĩ Tân, nơi ông được đại diện bởi một luật sư Trung Quốc, và bị kết án vào tháng 3 năm 1986 với tám năm tù. Sau ba năm, ông được trở về Liên Xô, nơi ông bị kết án thêm năm năm theo luật của Liên Xô. Máy bay bị tấn công đã bay trở lại Liên Xô vào tháng 1 năm 1986.